# Таловочка
Таловочка — река в Казахстане и России, протекает по Катон-Карагайскому району Восточно-Казахстанской области и Усть-Коксинскому району республики Алтай. Устье реки находится в 16 км по левому берегу реки Тихая. Длина реки составляет 12 км.

## Данные водного реестра
По данным государственного водного реестра России относится к Верхнеобскому бассейновому округу, водохозяйственный участок реки — Катунь, речной подбассейн реки — Бия и Катунь. Речной бассейн реки — (Верхняя) Обь до впадения Иртыша.